# 旧金山半岛
37°35′00″N 122°24′04″W / 37.58333°N 122.40111°W

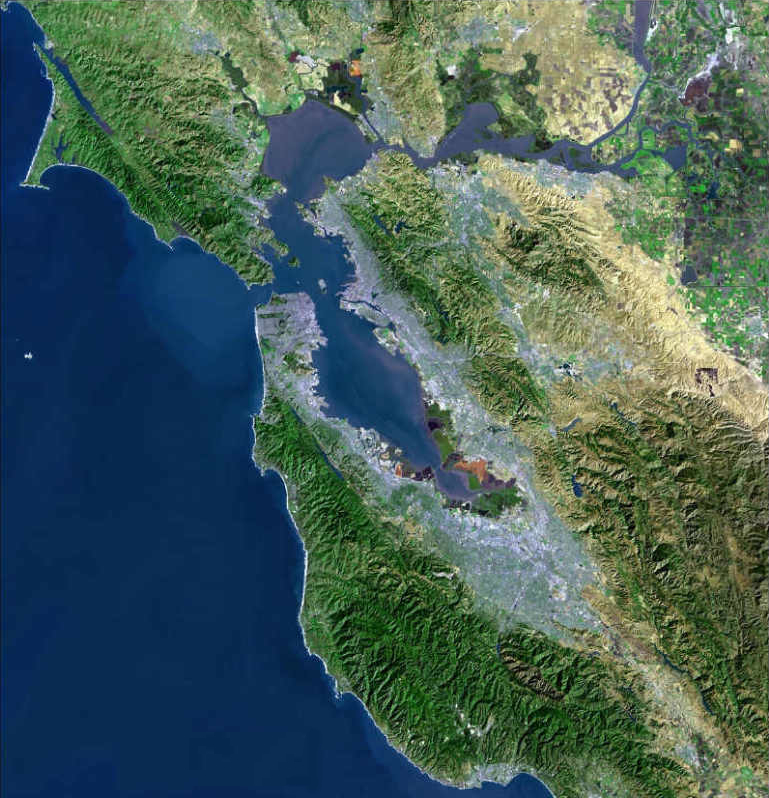
旧金山湾区卫星照片。旧金山半岛向北突出，旧金山市是在其尖端。

旧金山半岛（San Francisco Peninsula），是美国旧金山湾区的一个半岛，分隔旧金山湾与太平洋，当地常简称为“半岛”（The Peninsula）。在它的北端是旧金山市和县，在其南端是圣克拉拉县北部，包括帕洛阿尔托、山景城和洛思阿图斯等城镇。
旧金山半岛的大部分被圣马特奥县占据，介于旧金山县和圣克拉拉县之间，包括阿瑟顿、贝尔蒙特、布里斯班、伯灵格姆、科尔马、戴利城、东帕洛阿尔托、福斯特城、希尔斯伯勒、半月湾、门洛帕克、米尔布雷、帕西菲卡、波托拉谷、红木城、圣布鲁诺,圣卡洛斯、圣马特奥、南旧金山和伍德赛德等城镇。
半岛是硅谷的一部分。硅谷拥有一些全球最大的科技公司，包括谷歌，雅虎，臉書和苹果。在过去的十年左右，来自印度和中国等地的移民涌入湾区，在技术行业工作。在硅谷每一天都有新的公司创建。
半岛东侧人口稠密的城市化地区，其中包括硅谷的一部分。它构成了一个北起旧金山，南到聖荷西的通勤区。若干高速公路和加州火车通勤铁路线均为南北走向。